# Toronto-Dominion Bank
Toronto-Dominion Bank alternativt TD Bank Group, franska: Banque Toronto-Dominion alternativt Groupe Banque TD, är en kanadensisk multinationell bankkoncern som erbjuder olika sorters finansiella tjänster till sina 25 miljoner kunder världen över. De rankades 2016 som världens 56:e- och Kanadas näst största publika bolag.
Banken grundades den 1 februari 1955 när affärsbankerna Bank of Toronto och Dominion Bank fusionerades med varandra.
För 2016 hade de en omsättning på omkring C$34,3 miljarder och för april 2017 hade en personalstyrka på 81 233 anställda. Deras huvudkontor ligger i Toronto i Ontario.